# Datu Blah T. Sinsuat
Datu Blah T. Sinsuat é um município de  - na província Maguindanao do Norte, nas Filipinas. De acordo com o censo de 1 de maio  de  2020 possui uma população de 28 243 pessoas e 4 741 domicílios.